# Nigel Saul
Pour les articles homonymes, voir Saul.
Le professeur Nigel Saul, né en 1952, est un académicien britannique qui fut tout d’abord à la tête du département d’histoire de la Royal Holloway. Il est reconnu comme un des principaux experts en histoire de l’Angleterre médiévale.
Nigel Saul a écrit de nombreux livres dont Knights and Esquires, The Gloucestershire Gentry in the Fourteenth Century (Oxford, 1981), et The Oxford Illustrated History of Medieval England (Oxford, 1997). Sa principale biographie, Richard II (Yale, 1997), est le produit de 10 ans de travail et fut félicité par P. D. James, qui la décrit comme « ayant peu de chances d’être surpassée en pédagogie, exhaustivité, ou dans la connaissance du personnage par son biographe ».

## Principales œuvres
- The Three Richards (Hambledon and London, 2005)
- Death, Art and Memory in Medieval England - The Cobham Family and their Monuments 1300-1500 (Oxford, 2001)
- Richard II (New Haven and London, 1997)
- Richard II and the Vocabulary of Kingship, English Historical Review, cx (1995)
- Scenes From Provincial Life. Knightly Families in Sussex 1280-1400 (Oxford, 1986)
- Knights and Esquires. The Gloucestershire Gentry in the Fourteenth Century (Oxford, 1981)